# Elling (Film)
Elling ist ein norwegischer Spielfilm. Der Film basiert auf der Elling-Romanfolge des Schriftstellers Ingvar Ambjørnsen. Gedreht wurde er 2001 von Petter Næss mit Per Christian Ellefsen und Sven Nordin in den Hauptrollen. In Norwegen war der Film sehr erfolgreich.
Der Film zeigt die Ängste, Neurosen und Schrullen der beiden Hauptpersonen und ihren Kampf, sich in einen normalen Alltag hineinzufinden.

## Handlung
Der psychisch labile Elling wird nach dem Tod seiner Mutter von der Polizei im Schrank gefunden und landet zwei Jahre in der Psychiatrie, wo er sich ein Zimmer mit Kjell Bjarne teilt. Elling und sein Zimmergenosse werden schließlich gemeinsam entlassen und beziehen im Rahmen eines Resozialisationsprogramms des norwegischen Staates eine von dem Sozialarbeiter Frank Åsli betreute WG in Oslo.
Den beiden sehr unterschiedlichen Männern fällt die Integration in einen normalen Alltag zunächst sehr schwer, selbst das Telefon, einkaufen oder ein Restaurantbesuch werden zur großen Herausforderung, vor allem für Elling. Kjell Bjarnes größte Sorge ist derweil die Umwerbung der schwangeren Nachbarin Reidun Nordsletten, denn obwohl er ständig an Sex denkt, hat er noch keinerlei Erfahrungen mit Frauen sammeln können. Um dem vorsichtig turtelnden Pärchen nicht im Wege zu stehen (und nicht begegnen zu müssen) und da er seine poetische Ader entdeckt hat, macht sich Elling auf, das lyrische Osloer Nachtleben zu erkunden. Dabei lernt er den verwitweten Lyriker Alfons Jørgensen kennen. Elling schreibt seine eigenen Gedichte auf Zettel, die er dann in Sauerkrautpackungen steckt und heimlich im Supermarkt ins Regal stellt, unterschrieben mit dem anonymen Buchstaben „E“. Über den „Sauerkrautpoeten“ erscheint sogar ein Artikel in der Zeitung. Alfons Jørgensen besitzt einen alten Buick und lädt (nachdem Kjell Bjarne das Auto repariert hat) Elling, Kjell Bjarne sowie die hochschwangere Reidun zu einem Ausflug ans Meer ein. Am nächsten Morgen setzen bei Reidun die Wehen ein. Während der Entbindung geht Elling mit Kjell Bjarne – ausnahmsweise einmal – Wein trinken.

## Kritik
„Eine hintersinnige, von guten Darstellern getragene Komödie, die mit viel Sympathie für die beiden Protagonisten die Normalität hinterfragt und skurriles Denken als mögliche Überlebensstrategie anbietet.“